# Wybory parlamentarne w Luksemburgu w 2009 roku
Wybory parlamentarne w Luksemburgu w 2009 roku odbyły się 7 czerwca 2009 jednocześnie z wyborami do Parlamentu Europejskiego VII kadencji. W ich wyniku wybrano łącznie 60 posłów do Izby Deputowanych. Wybory zakończyły się zwycięstwem chadeków Jeana-Claude'a Junckera, którzy odnowili koalicję rządową z socjalistami. Frekwencja wyborcza wyniosła 90,9% (głosowanie obowiązkowe) – wyborcy zależnie od okręgu mogli oddawać różną liczbę głosów.

## Wyniki wyborów
| Partia                                        | Głosy     | %     | Mandaty | Zmiana |
| --------------------------------------------- | --------- | ----- | ------- | ------ |
| Chrześcijańsko-Społeczna Partia Ludowa        | 1 129 368 | 38,0  | 26      | +2     |
| Luksemburska Socjalistyczna Partia Robotnicza | 695 830   | 21,5  | 13      | –1     |
| Partia Demokratyczna                          | 432 820   | 15,0  | 9       | –1     |
| Zieloni                                       | 347 388   | 11,7  | 7       | –      |
| Alternatywna Demokratyczna Partia Reform      | 232 744   | 8,1   | 4       | –1     |
| Lewica                                        | 109 184   | 3,3   | 1       | +1     |
| Komunistyczna Partia Luksemburga              | 49 108    | 1,4   | 0       | –      |
| Lista Obywatelska                             | 28 512    | 0,8   | 0       | –      |
| Głosy nieważne i puste                        | 13 322    | –     | –       | –      |
| Razem                                         | 203 535   | 100,0 | 60      | –      |